# Bisajärvi
Bisajärvi est un lac situé dans le quartier Sotunki de Vantaa en Finlande.

## Géographie
Le lac Bisajärvi est un petit lac dans la partie orientale de Vantaa. 
Il est situé dans la partie ouest du parc national de Sipoonkorpi, mais ses eaux n'appartiennent pas au parc national. 
L'émissaire du Bisajärvi commence par l'extrémité sud du lac et rejoint le Krapuoja, qui se jette dans la Kapellviken dans le quartier d'Östersundom à Helsinki.

## Galerie

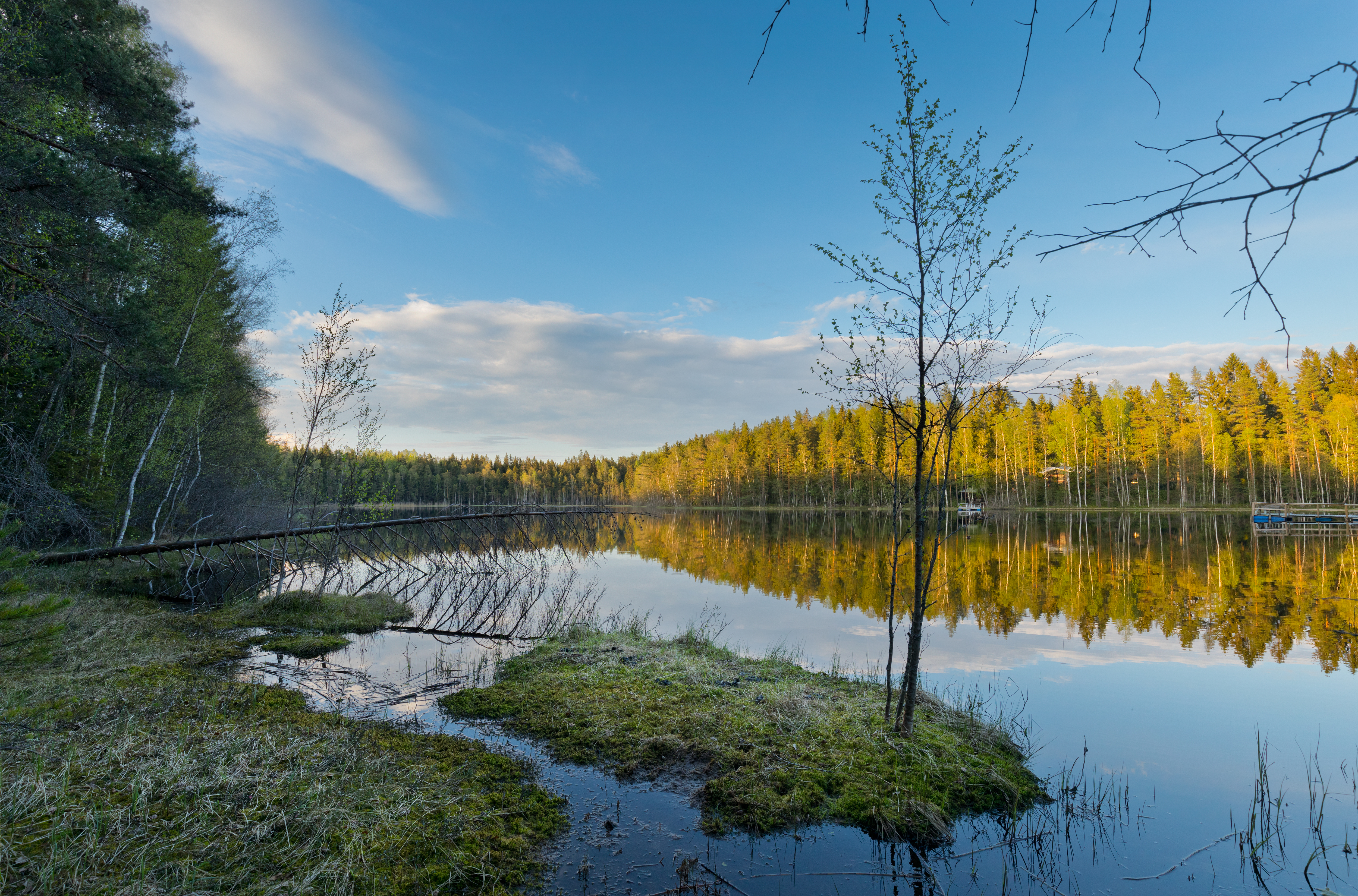
Lac Bisajärvi un soir de printemps en mai 2021.
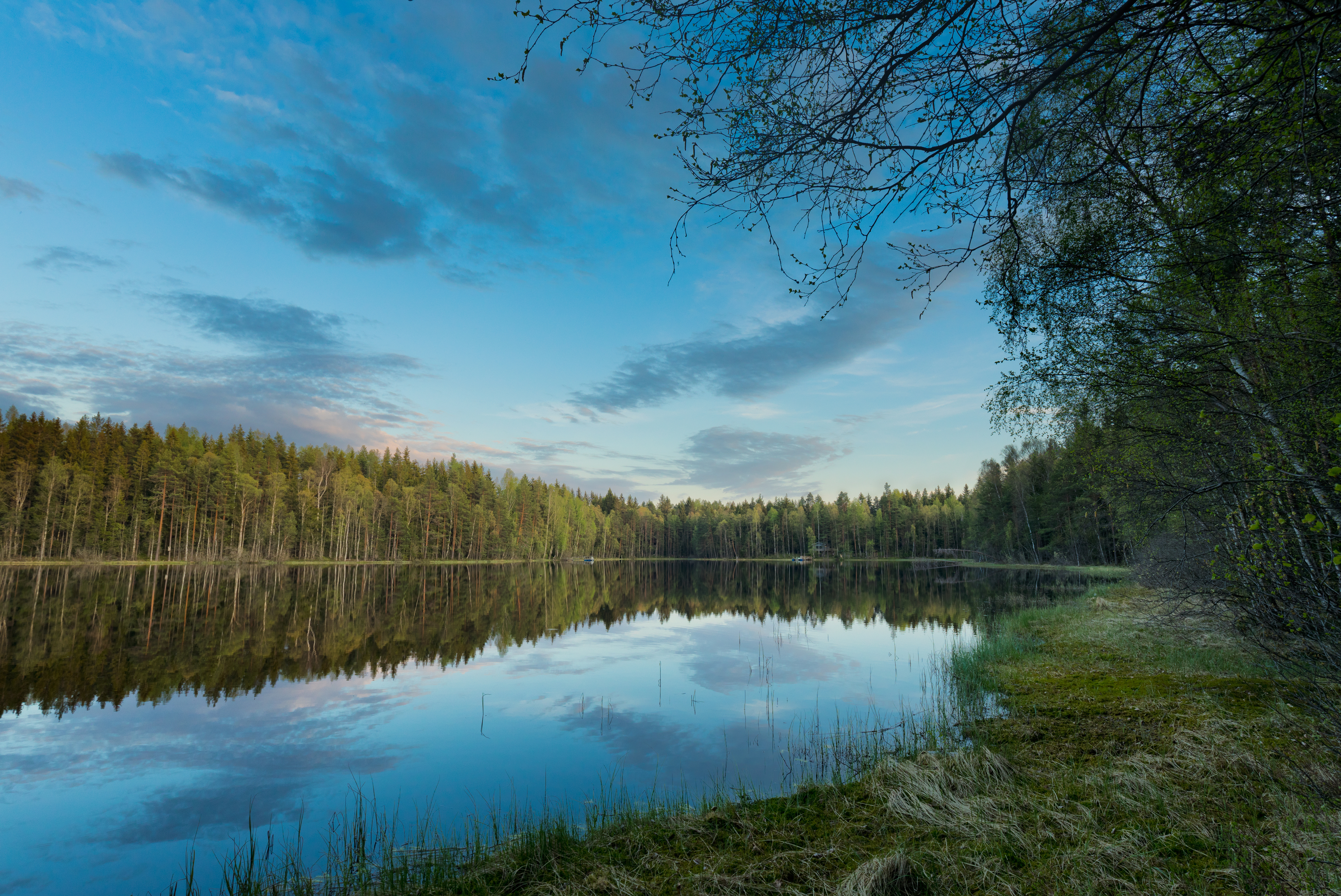
Le lac en direction du sud.
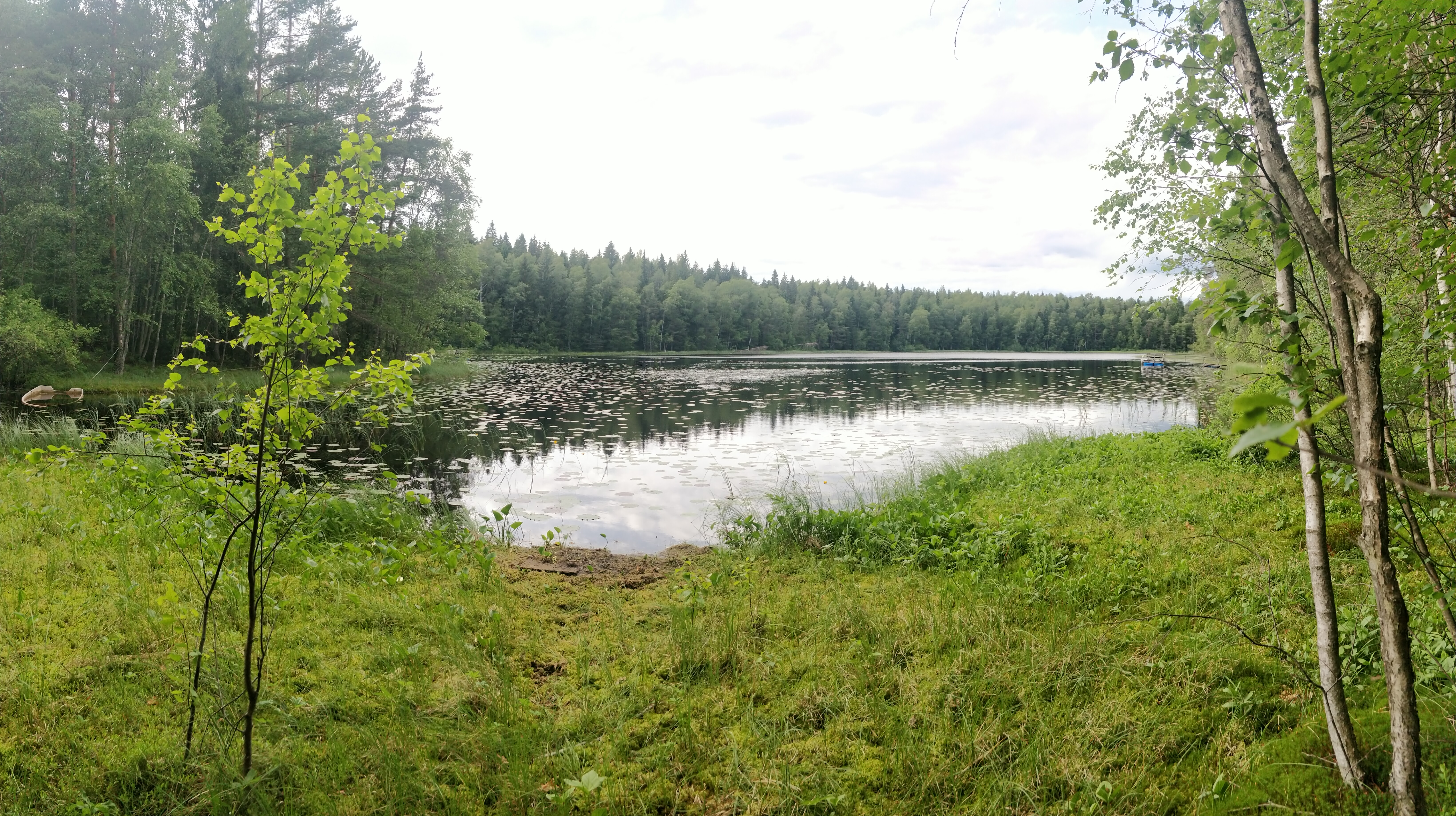
En été 2019.
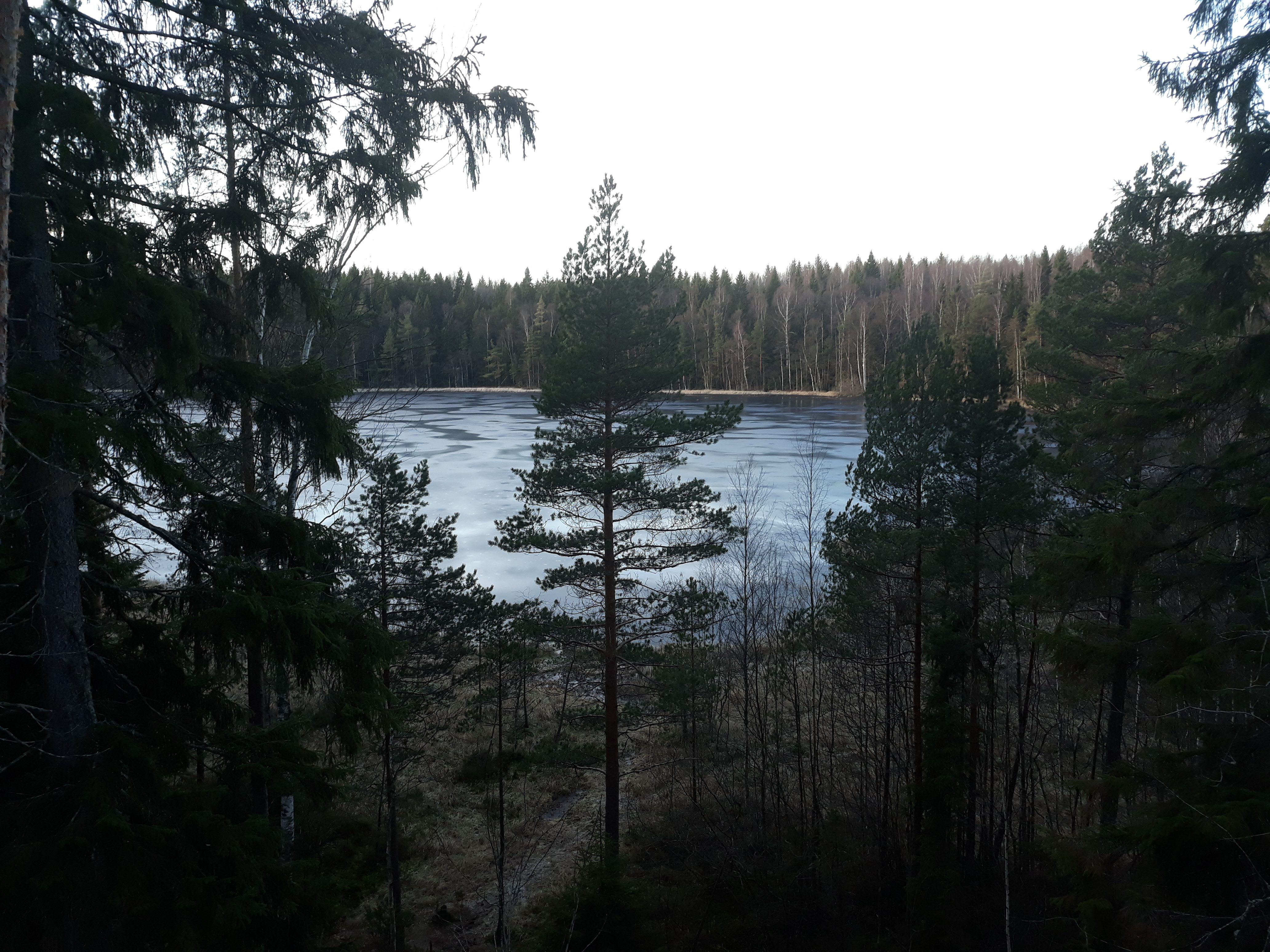
En décembre 2018.